# Tromboxan

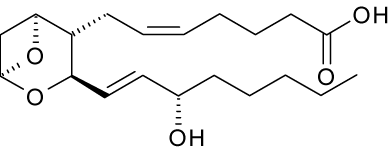
Thromboxan A2

Thromboxan B2

Tromboxanii aparțin familiei de lipide denumite eicosanoide. Principalii compuși sunt tromboxanul A2 și tromboxanul B2. Denumirea provine de la importanța compușilor în formarea trombusului (în procesul de tromboză). Sunt biosintetizați din acid arahidonic.